# 多禰寺
多禰寺（たねじ）は、京都府舞鶴市にある真言宗東寺派の寺院。山号は医王山、本尊は薬師如来（薬師瑠璃光如来）。大浦半島の多禰山（標高556m）の中腹、海抜300mに位置する。

## 歴史
草創の正確な事情は不明である。享保2年（1717年）の『多禰寺縁起』によれば、用明天皇2年（587年）、聖徳太子の弟、麻呂子親王（まろこしんのう）の開基と伝えられる。縁起によれば、父・用明天皇の命を受けた麻呂子親王は、丹後の庶民を苦しめた鬼賊（与謝郡三上ヶ岳に住む英胡、軽足、土熊）を「七仏薬師の法」の力で平らげ、その加護に報いるため、丹後の国に七箇所の寺を建て、七仏薬師像を安置したという。その中で、親王の護持仏であった第七薬師瑠璃光如来を本尊としたのが当寺で、医王山多禰寺と名付けられたという。平安時代に入ると七堂伽藍は威風を轟かし、近郷の菩提寺として栄えたが、鎌倉時代・室町時代の打ち続く戦乱に崩壊し、昔の壮観は影を潜めた。
現在は真言宗東寺派に属し、西国薬師四十九霊場30番札所として、風光明媚な自然の山懐にたたずんでいる。また、平安時代・鎌倉時代・室町時代などの中央作の貴重な文化財を、当初の像容で遺存されている。
室町時代以降、由緒ある寺として丹後の有力者の庇護を受け、多くの安堵状・寄進状が残されている。
- 丹後守護一色氏の被官・桜井豊前守の寺領安堵状 - 天正年間以前
- 細川藤孝（幽斎）・細川忠興連署による寺領安堵状 - 天正年間
- 京極高治（高国の弟）寄進状 - 慶長年間
- 牧野氏寄進状 - 延宝8年以降

## 境内
- 本堂（金堂）
- 宝物殿
- 寺務所
- 多禰寺庭園（鶴亀庭園・蓬莱庭園）
- 多禰寺仁王門
- 熊野権現社
- 弁天池

## 文化財

### 重要文化財（国指定）
- 木造金剛力士立像 2躯 - 鎌倉時代

### 京都府指定文化財
- 多禰寺 2棟 - 有形文化財（建造物）。2016年（平成28年）3月18日指定[2]。
  - 本堂 1棟
  - 山門 1棟

### 舞鶴市指定文化財
- 木造薬師如来坐像 1躯 - 鎌倉時代
- 木造普賢菩薩騎象像 1躯　- 平安時代
- 鋳銅製孔雀文磬　1面

### その他文化財
- 木造十二神将像　現存8躯 - 室町時代
- 木造彩色日光菩薩・月光菩薩立像 2躯
- 木造彩色不動明王（赤不動）立像 1躯 - 室町時代
- 木造彩色不動明王（青不動）立像 1躯
- 一木造観世音菩薩立像 1躯 - 平安時代
- 木造漆箔聖観音菩薩立像 1躯 - 鎌倉時代
- 木造彩色大日如来坐像 1躯 - 江戸時代
- 絹本着色多禰寺本尊図 1幅 - 室町時代
- 絹本着色般若十六善神図 1幅 - 室町時代
- 絹本着色五大明王図 1幅 - 室町時代
- 紙本墨画不動明王図 1幅 - 室町時代
- 紙本墨書多禰寺縁起 1巻 - 江戸時代
- 大般若経 鎌倉～室町時代
- 多禰寺庭園
- 石造物文化財 板碑

## 所在地
〒625-0152 京都府舞鶴市多祢寺346

## 交通アクセス
- JR舞鶴線東舞鶴駅から京都交通小橋行きバスで30分、舞鶴自然文化公園下車、徒歩20分、または同駅からタクシーで25分

## 周辺
- 青葉山
- 松尾寺
- 金剛院
- 大丹生川
- 舞鶴クレインブリッジ
- 舞鶴市立若浦中学校
- 青葉山ろく公園
- 舞鶴発電所
- 舞鶴引揚記念館
  - 平桟橋
- 舞鶴親海公園
- 舞鶴ふるるファーム
- 舞鶴自然文化園
- 赤れんが博物館
- 舞鶴市政記念館（12棟の煉瓦倉庫群）
  - 舞鶴赤レンガ倉庫群